# T.Palm-Pôle Continental Wallon/Saison 2014
Dieser Artikel listet Erfolge und Fahrer des Radsportteams T.Palm-Pôle Continental Wallon in der Saison 2014 auf.

## Abgänge – Zugänge
| Zugänge                          | Team 2013                             | Abgänge                         | Team 2014                 |
| -------------------------------- | ------------------------------------- | ------------------------------- | ------------------------- |
| Joeri Bueken                     | Crelan-Euphony                        | Gaëtan Pons                     | Color Code-Biowanze       |
| Olivier Poppe                    | Vérandas Willems                      | Ian Van Sumere                  | Josan-To Win Cycling Team |
| Kévin Thomé                      | Vérandas Willems                      | Louis Convens                   | Vérandas Willems          |
| Rudy Rouet                       | T.Palm-Pôle Continental Wallon (2012) | Kieran Hambrook                 | Unbekannt                 |
| Boris Beelen                     | Neoprofi                              | Gaëtan Marion                   | Unbekannt                 |
| Sébastien Carabin                | Neoprofi                              | Toshoni Van Craen (bis 15. Mai) | Unbekannt                 |
| Guillaume Haag                   | Neoprofi                              | Joeri Bueken (bis 15. Juni)     | Start-Trigon Cycling Team |
| Hendrik Pineda                   | Neoprofi                              | Olivier Poppe (bis 25. Juni)    | Unbekannt                 |
| Tom Armstrong (ab 16. Juni)      | Neoprofi                              | Kévin Thomé (bis 9. September)  | Karriereende              |
| Ian Van Sumere (ab 26. Juni)     | Josan-To Win Cycling Team             |                                 |                           |
| Jeff Peelaers (ab 10. September) | Neoprofi                              |                                 |                           |

## Mannschaft
| Name               | Geburtstag         | Nationalität           |              |
| ------------------ | ------------------ | ---------------------- | ------------ |
| Tom Armstrong      | 27. August 1994    | Vereinigtes Königreich |              |
| Jonathan Baratto   | 27. September 1981 | Belgien                |              |
| Boris Beelen       | 18. Februar 1993   | Belgien                |              |
| Sébastien Carabin  | 28. März 1989      | Belgien                |              |
| Julien Dechesne    | 10. April 1991     | Belgien                |              |
| Axel Gremelpont    | 25. Juni 1990      | Belgien                |              |
| Guillaume Haag     | 9. November 1989   | Belgien                |              |
| Jeff Peelaers      | 30. September 1992 | Belgien                |              |
| Hendrik Pineda     | 8. Mai 1995        | Kanada                 |              |
| Rudy Rouet         | 5. Januar 1985     | Belgien                |              |
| Sébastien Sciascia | 13. Juli 1991      | Belgien                |              |
| Alexandre Seny     | 22. Juni 1994      | Belgien                |              |
| Glenn Van De Maele | 6. September 1990  | Belgien                |              |
| Ian Van Sumere     | 14. Juni 1990      | Belgien                |              |
| Maxime Vekeman     | 14. September 1993 | Belgien                |              |
| Tom Vessey         | 22. Dezember 1994  | Neuseeland             |              |
| Andrew Ydens       | 23. Juni 1989      | Belgien                |              |
| Stagiaires         | Stagiaires         | Nationalität           | Nationalität |
| Claudio Catania    | Claudio Catania    | Italien                |              |
| Wouter Leten       | Wouter Leten       | Belgien                |              |